# Otton Ivanovitch Buchholz
Pour les articles homonymes, voir Buchholz.
Otton Ivanovitch Buchholz (Отто Иванович Бухгольц) né en 1770 et mort en 1831, major-général russe, au cours des guerres napoléoniennes, il fut l'un des commandants de l'Armée impériale de Russie, il se distingua à la bataille de Smolensk, à la bataille de Winkowo et prit part à la campagne militaire de 1813.